# 荒子町 (前橋市)
荒子町（あらこまち）は、群馬県前橋市の地名。郵便番号は379-2106。2013年現在の面積は2.4km2。

## 地理
赤城山南麓末端の緩傾斜地に位置している。

## 歴史
江戸時代頃からある地名である。はじめは大胡城主牧野氏領、元和2年に前橋藩領、明和5年に幕府領代官前沢藤十郎支配地、天明5年から館林藩領だった。

### 年表
- 1889年4月1日 町村制施行により、荒子村はニ之宮村、今井村、富田村、荒口村、泉沢村、下大屋村、飯土井村、新井村、西大室村、東大室村と合併し南勢多郡荒砥村が成立する。
- 1896年4月1日 南勢多郡と東群馬郡が統合し勢多郡となる。
- 1957年2月20日 木瀬村と合併し城南村が成立する。
- 1967年5月1日 城南村が前橋市へ編入される。そのため前橋市荒子町となる。

### 地名の由来
地名の「荒」は新で、「子」は親に対する語、「あらこ」は母村から分村しら新しい村の意味で、もとは「新戸」ではなかったかと考えられている。

## 世帯数と人口
2017年（平成29年）8月31日現在の世帯数と人口は以下の通りである。
| 町丁   | 世帯数  | 人口    |
| ------ | ------- | ------- |
| 荒子町 | 523世帯 | 1,466人 |

## 小・中学校の学区
市立小・中学校に通う場合、学区は以下の通りとなる。
| 番地 | 小学校             | 中学校             |
| ---- | ------------------ | ------------------ |
| 全域 | 前橋市立荒子小学校 | 前橋市立荒砥中学校 |

## 交通

### 鉄道
鉄道駅はない。

### 道路
国道は国道50号が、県道は群馬県道74号伊勢崎大胡線、群馬県道76号前橋西久保線が通っている。

## 施設
- 前橋市立荒子小学校
- 前橋市立荒砥中学校
- 前橋市立荒砥保育園
- ふれあいの村葭沼公園
- 荒子神社